# Nihit
Nihit  (in arabo نيحيت‎?) è un centro abitato e comune rurale del Marocco situato nella provincia di Taroudant, regione di Souss-Massa. Conta una popolazione di 1 883 abitanti (censimento 2014).